# Batina Meridional
Província de Batina Meridional (em árabe: محافظة جنوب الباطنة; romaniz.: Muḥāfaẓat Ǧanūb al-Bāṭinah) é uma das 11 províncias constitutivas do Sultanato do Omã. Segundo censo de 2010, havia 289 008 habitantes. Compreende uma área de 62 232 quilômetros quadrados e está subdividida em seis vilaietes (distritos).

## Vilaietes
| Nome árabe   | Nome português | Área (km2) | População | Ref.  |
| ------------ | -------------- | ---------- | --------- | ----- |
| العوابي      | Alauabi        | 412        | 13 326    | [ 1 ] |
| المصنعة      | Muçana         | 544        | 68 571    | [ 1 ] |
| الرستاق      | Rustaque       | 2 262      | 79 720    | [ 1 ] |
| بركاء        | Borca          | 698        | 96 407    | [ 1 ] |
| نخل          | Nacal          | 920        | 18 118    | [ 1 ] |
| وادي المعاول | Uádi Almauil   | 487        | 12 866    | [ 1 ] |